# Parque nacional Nyerere
El Parque Nacional Nyerere (antiguamente la parte norte de la Reserva de caza Selous, pronunciación: «Seluu") es el mayor parque nacional de Tanzania y también uno de los mayores santuarios de vida salvaje y parque nacional del mundo. La superficie total del parque es de 30,893 km² (11,9 mi²) y abarca gran parte del distrito de Liwale en la región de Lindi occidental, la región de Pwani suroccidental, la región de Ruvuma nororiental y gran parte de la región de Morogoro sudoriental. El parque tiene aproximadamente el tamaño de Bélgica (Europa). Gran parte de la zona se encuentra en estado salvaje, sin haber sido alterada por las actividades humanas.
En la parte de la reserva de caza de Selous funciona actualmente una central hidroeléctrica. El parque cuenta con un gran río conocido como río Rufiji. Rufiji es el río más grande de Tanzania y alberga muchos cocodrilos e hipopótamos. Además, en su delta se encuentra uno de los mayores manglares del mundo. 

## Historia
El origen de la Reserva de caza Selous se remonta a 1896, cuando el entonces gobernador alemán de Tanganica proclamó esta vasta zona como reserva de caza protegida. En algún momento de 1922, la reserva recibió el nombre de Frederick Selous, un cazador de caza mayor convertido en conservacionista de la vida salvaje. En 2019, el Gobierno de Tanzania decidió que, para seguir desarrollando y mejorando el turismo en Selous, la parte norte de la reserva se extirparía para formar un nuevo parque nacional que se conocería como Parque Nacional Nyerere, en honor al primer Presidente de Tanzania, Mwalimu Julius Kambarage Nyerere.  Este nuevo parque fue oficializado como Parque Nacional en 2019 y ahora cae bajo la administración de TANAPA (Tanzania National Parks Authority ).

## Fauna y flora
El Parque Nacional Nyerere posee una gran biodiversidad, ya que las especies africanas más emblemáticas habitan en la región en alguna medida, como leones, leopardos, [[jirafa masái] manadas de ñus y cebras de llanura, rinocerontes negros, impalas, gacelas de Thomson, hienas manchadas, innumerables aves, pequeños mamíferos, reptiles, anfibios, peces e invertebrados. Un gran número de hipopótamos y cocodrilos del Nilo habitan las aguas del río Rufiji. Sobre todo, el parque es conocido por su prolífica población de en peligro de extinción Perro salvaje africano.
A mediados de la década de 1970, la Reserva de Caza de Selous (y, por extensión, el Parque Nacional Nyerere) albergaba un gran número de elefantes y rinocerontes, con estimaciones sobre el número total de elefantes que superaban los 100.000 ejemplares. Desgraciadamente, debido a la escasa protección de la época, los furtivos encontraron de forma natural la forma de entrar, y el número de animales descendió un 66% solo entre 2009 y 2013, hasta unos 13.000 elefantes. Ahora se espera que la conversión de parte de la reserva en Parque Nacional oficial ayude a controlar y minimizar la caza furtiva.

## Cómo llegar

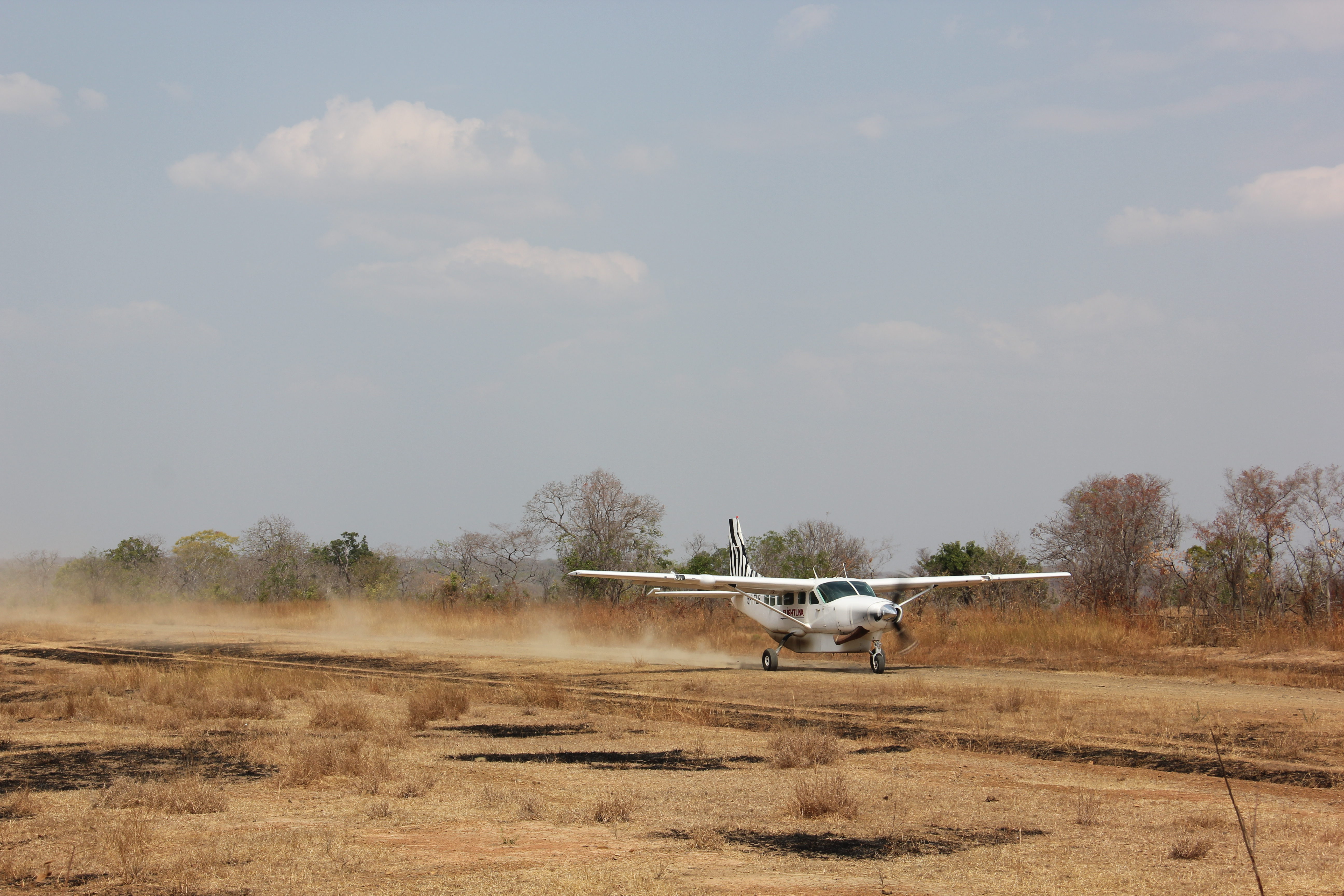
Pista de aterrizaje en el Parque Nacional Nyerere.

Se puede acceder al Parque Nacional Nyerere por safari por carretera desde Dar es Salaam o Arusha. La distancia por carretera varía entre 184 km y 230 km dependiendo de la puerta o punto de entrada del Parque Nacional Nyerere al que se quiera acceder. En cuanto a la duración del viaje, normalmente hay que prever 6 horas para la mayoría de las puertas de entrada al Parque, como Mtemere y Matembwe, y hasta 6 o 6,5 horas para las puertas del lado norte de la Reserva de Caza Selous. El estado de las carreteras es malo en algunos lugares, y los últimos 75 km hasta el parque se recorren por una carretera de grava llena de baches.
También se puede acceder al parque por aire. Hay vuelos regulares diarios desde Dar es Salaam y Zanzíbar, con una duración de menos de una hora, a distintas pistas de aterrizaje en Nyerere. Hay varias aerolíneas que cubren esta ruta, entre ellas Regional Air, Coastal Aviation, Safari Air Link y Auric Air. Todas estas aerolíneas cuentan con un servicio fiable y un historial de seguridad creíble.
Todos los visitantes que planeen un safari en avión al Parque Nacional Nyerere deben saber qué pista de aterrizaje del Parque Nyerere deben utilizar al reservar sus vuelos. Hay bastantes en el parque para evitar largos traslados innecesarios (que además resultan bastante costosos). Algunas de las más comunes son Mtemere, Matambwe, Sumbazi, Kiba, Beho Beho y Siwandu.